# Język afrikaans
     0–20%
     20–40%
     40–60%
     60–80%
     80–100%
     0–10%
     10-35%
     35–60%
     60–80%

Zasięg afrikaans w Południowej Afryce
0–20%
20–40%
40–60%
60–80%
80–100%

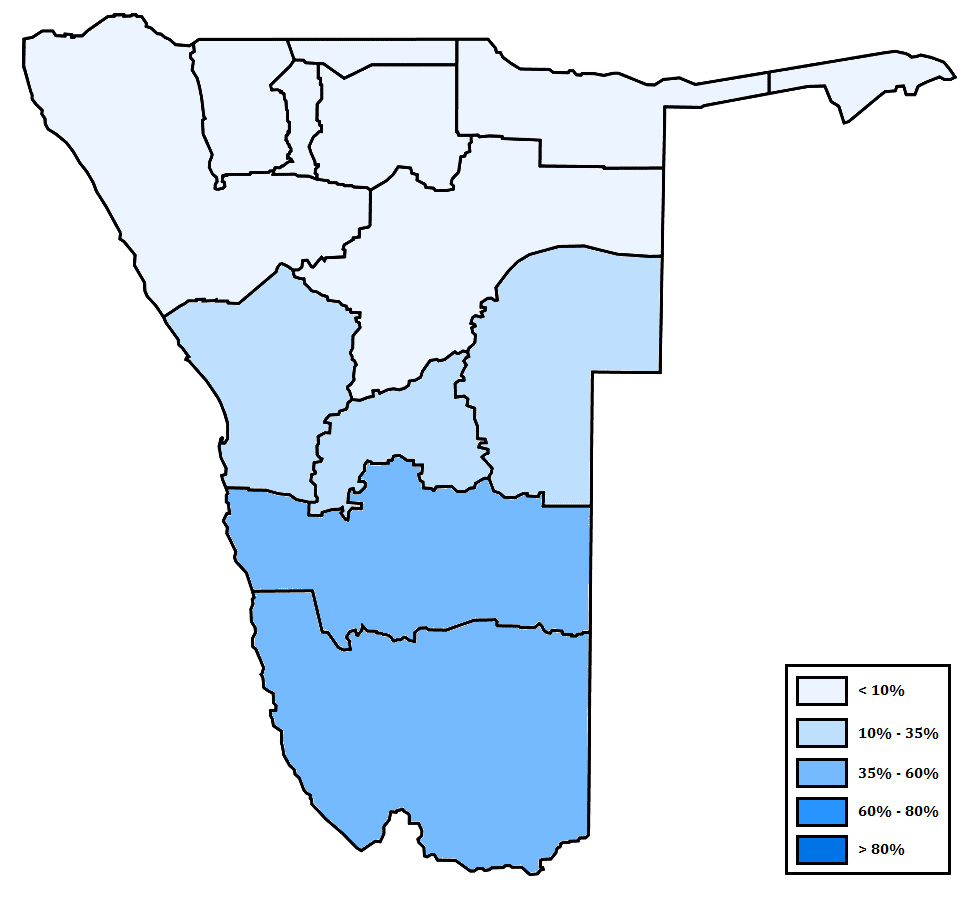
Zasięg afrikaans w Namibii
0–10%
10-35%
35–60%
60–80%

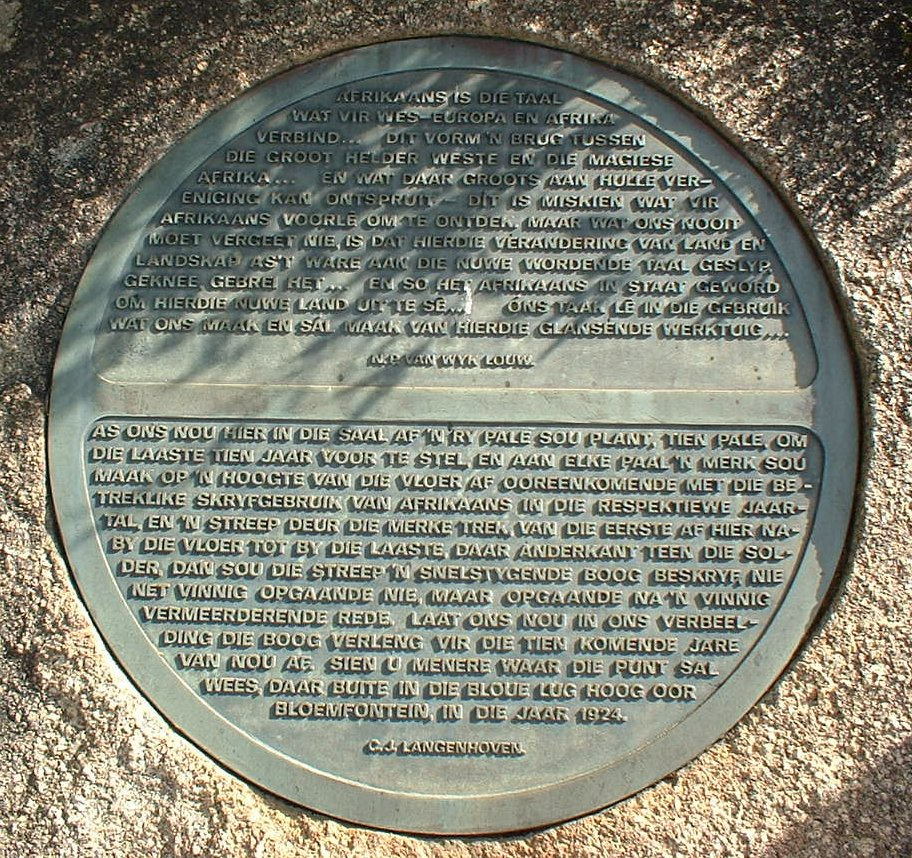
Tablica na pomniku języka afrikaans z napisami w języku afrikaans

Język afrikaans, język afrykanerski (afr. afrikaans, Afrikaanse taal) – indoeuropejski język należący do dolnosaksońskiej gałęzi języków zachodniogermańskich, będący językiem ojczystym Afrykanerów,  Koloredów oraz Basterów. Powstał na styku kultur w Kolonii Przylądkowej z XVII-wiecznych dialektów niderlandzkich pod wpływem języka malajskiego i portugalskiego oraz miejscowych języków ludów hotentockich (Khoi, Khoikhoi). Niderlandzkim – językiem urzędowym holenderskiej Kompanii Wschodnioindyjskiej (VOC) – mówili funkcjonariusze, żołnierze Kompanii oraz europejscy osadnicy, przybywający na tereny dzisiejszej Republiki Południowej Afryki od połowy XVII wieku, a pochodzący głównie z Holandii i Niemiec oraz w mniejszym stopniu z Francji i Skandynawii. Koloniści ci dali początek Burom, czyli przodkom dzisiejszych Afrykanerów. Językiem malajskim i portugalskim posługiwała się na Przylądku większość sprowadzanych niewolników. W ten sposób afrikaans ukształtował się na styku języków, kultur, ras i religii jako język codziennej komunikacji i aż do końca XIX wieku traktowany był pogardliwie jako mowa Hotentotów, Koloredów oraz niewykształconych farmerów z prowincji. Podstawowy zasób słownictwa w afrikaans, ok. 90%, pochodzi z języka niderlandzkiego, lecz wykazuje on także wpływy leksykalne malajskiego, portugalskiego, a od XIX wieku także elementy przejęte z języka angielskiego oraz miejscowych języków bantu.
W trakcie migracji ludności wykształciły się trzy podstawowe dialekty:
- przylądkowy afrikaans (Kaapse Afrikaans) – na terenie pomiędzy Kapsztadem, Stellenbosch a Graaff-Reinet
- afrikaans znad Rzeki Pomarańczowej (Oranjerivier-Afrikaans) – w płn. części Kraju Przylądkowego
- afrikaans znad wschodniej granicy (Oosgrens-Afrikaans) – w okolicach Graaff-Reinet i na wschód od tego miasta.

Dość specyficznym dialektem tego języka jest oorlans.
Do końca XIX wieku afrikaans funkcjonował na równi z językiem niderlandzkim i uzupełniał go w niższych rejestrach, ale w niepodległych państwach burskich (Transwal, Orania) urzędowym był nadal niderlandzki. Pozostał on też językiem kościoła reformowanego. Od lat 40. XIX wieku zafrykanizowane formy niderlandzkiego były coraz częściej używane w prasie, a od lat 70. datują się pierwsze próby kodyfikacji i emancypacji afrikaans, co miało bezpośredni związek z agresywną anglicyzacją oraz uzyskiwaniem świadomości narodowej przez Afrykanerów. Po podboju republik burskich przez Wielką Brytanię (tzw. wojny burskie) język afrikaans stał się podstawowym elementem afrykanerskiej tożsamości narodowej i nastąpiła jego szybka standaryzacja i rozwój: w 1925 r. stał się obok angielskiego, na równi z niderlandzkim, językiem urzędowym w Związku Południowej Afryki, a potem w Republice Południowej Afryki oraz w Namibii, w praktyce jednak szybko wyparł język niderlandzki. Obecnie jest jednym z 11 urzędowych języków RPA; używany jest też powszechnie w Namibii.
Afrikaans jako językiem ojczystym posługuje się ok. 6,2 mln mieszkańców RPA, z czego zdecydowaną większość stanowią Afrykanerzy i Koloredzi oraz dodatkowo 4 mln jako jednym z dwóch języków ojczystych (łącznie ok. 26% populacji RPA). Najwięcej użytkowników afrikaans skupia się w stolicy kraju – Pretorii oraz w Bloemfontein, a także na całym obszarze Kraju Przylądkowego, czyli w zachodniej części RPA. Ze współczesnych prowincji RPA największym udziałem mówiących językiem afrikaans cechują się:
- Północna Prowincja Przylądkowa (Noord-Kaap) – 70%
- Zachodnia Prowincja Przylądkowa (Wes-Kaap) – 54%
- Wschodnia Prowincja Przylądkowa (Oos-Kaap) – 30%
- Zachodni Transwal (Wes-Transvaal) – 22%
- Mpumalanga (region stołeczny) – 21%
- Oranje – 16%
- Wschodni Transwal (Oos-Transvaal) – 12%.

W pozostałych dwóch prowincjach (KwaZulu-Natal oraz Północny Transwal) udział mówiących językiem afrikaans jest bardzo mały.
Afrikaans jest również językiem ojczystym ok. 130 tys. mieszkańców Namibii, w tym 25% ludności stolicy kraju – Windhuku, ok. 25 tys. mieszkańców Botswany oraz kilku tysięcy osób w Malawi. Afrikaans pełni, choć w ograniczonym przez znajomość jęz. angielskiego zakresie, funkcję lingua franca w regionie Afryki Południowej – jest ważnym narzędziem komunikacji na terenie RPA, Namibii, Botswany i Zambii.

## Język afrikaans a język niderlandzki

### Gramatyka
| Język niderlandzki | Język afrikaans | Uwagi                              |
| ------------------ | --------------- | ---------------------------------- |
| van                | van             | „od” (odpowiednik angielskiego of) |
| voor               | vir             | „dla”                              |

| Język niderlandzki | Język afrikaans | Uwagi  |
| ------------------ | --------------- | ------ |
| ander              | ander           | „inny” |

| Język niderlandzki | Język afrikaans | Uwagi |
| ------------------ | --------------- | ----- |
| ik                 | ek              | „ja”  |

| Język niderlandzki | Język afrikaans | Uwagi                                          |
| ------------------ | --------------- | ---------------------------------------------- |
| is                 | is              | czas teraźniejszy, liczba pojedyncza, 3. osoba |

| Język niderlandzki | Język afrikaans | Uwagi   |
| ------------------ | --------------- | ------- |
| en                 | en              | „i”     |
| slechts            | mar net 'n      | „tylko” |

| Język niderlandzki | Język afrikaans | Uwagi |
| ------------------ | --------------- | --- |
| -lijke             | -like           | Tworzenie przymiotnika lub przysłówka (odpowiednik niemieckiego -lich): hol. mogelijke – afrik. moontlike |